# Битва під Таборівкою
Битва під Таборівкою — битва, що відбулася 13 серпня 1651 року під час повстання Хмельницького.

## Обставини
Повернувшись від кримських татар після поразки під Берестечком, Богдан Хмельницький почав організовувати оборону на лінії Білої Церкви. Відтак 13 серпня 1651 під Таборівкою козацькі війська не дали з'єднатись литовським військам Януша Радзивилла, що рухались швидким маршем зі сходу (після захоплення Києва) та основних польських військ, що переслідували відступ козаків після поразки під Берестечком.
У разі вдалого маневру Януша Радзивилла командування військ Речі Посполітою розраховувало остаточно оточити і знищити війська повстанців.
Відмінною рисою було те, що Радзивілл намагався за рахунок швидкого переміщення, не вступаючи до генерального бою з повстанцями, з'єднатися з головними силами Речі Посполитої. Його військо було поділено на декілька колон, що рухалися білоцерківськими лісами.

## Битва
Богдан Хмельницький чітко усвідомлював тактичну диспозицію ворогів, тому особисто очолив атаку козацької кавалерії біля села Таборівка. Удар козацької кінноти був настільки стрімким, що литовські корогви не змогли швидко перегрупуватися з похідного на польовий стрій, що змусило литовців відступити для перегрупування. До того ж литовці втратили весь обоз із запасами пороху, свинцю, харчів для вояків та коней. Цей час Хмельницький використовував для зведення шанців та укріплень на шляхах, що ведуть на захід. За такої тактичної картини Радзивілл розумів, що без обозу він не зможе прорватися до головних сил. У цій ситуації командування урядових військ не могло бути впевненим у перемозі, що в урешті-решт призвело до переговорів та підписання Білоцерковської угоди.